# عقرب‌ماهی سرخ کوچک
عقرب‌ماهی سرخ کوچک (نام علمی: Scorpaena notata) نام یک گونه از خانواده عقرب‌ماهیان است.
این ماهی یک عقرب‌ماهی سمی است که در دریاهای نیمه‌گرمسیری زندگی می‌کند. زیستگاه آن اقیانوس اطلس شرقی از خلیج بیسکای تا سنگال، مادیرا، آزور و جزایر قناری، از جمله دریای مدیترانه (نادر در شمال دریای آدریاتیک) و دریای سیاه گسترده‌است.